# اف. موری آبراهام
اف. موری آبراهام (انگلیسی: F. Murray Abraham؛ زادهٔ ۲۴ اکتبر ۱۹۳۹) بازیگر اهل ایالات متحدهٔ آمریکا است. او در دههٔ ۱۹۸۰ میلادی، به‌دنبال کسب جایزه اسکار بهترین بازیگر مرد بابت ایفای نقش آنتونیو سالییری در فیلم آمادئوس (۱۹۸۴) به شهرت رسید. وی همچنین بابت این نقش، برندهٔ جایزه گلدن گلوب بهترین بازیگر مرد فیلم درام و نامزد دریافت جایزه بفتای بهترین بازیگر نقش اول مرد شد.
او در نقش‌های مختلفی (اصلی و مکمل) ظاهر شده‌است و برخی فیلم‌های مهمش عبارتند از: همه مردان رئیس‌جمهور، (۱۹۷۶) صورت‌زخمی، (۱۹۸۳) آمادئوس، (۱۹۸۴) نام گل سرخ، (۱۹۸۶) آخرین قهرمان اکشن، (۱۹۹۳) پیشتازان فضا: شورش، (۱۹۹۸) یافتن فارستر، (۲۰۰۰) درون لوین دیویس (۲۰۱۳) و هتل بزرگ بوداپست (۲۰۱۴). آبراهام بابت نقش‌های تلویزیونی و تئاتری‌اش نیز شهرت دارد و یکی از بازیگران دوره‌ای سریال هوملند در شبکهٔ شوتایم بود که او را نامزد دریافت جایزهٔ اِمی نمود.
وی همچنین صداپیشگی شخصیت‌هایی در جزیره سگ‌ها (۲۰۱۸) و چگونه اژدهای خود را تربیت کنیم: دنیای پنهان (۲۰۱۹) را به عهده داشته و اینک در سریال کمدی جستجوی افسانه‌ای اپل تی‌وی پلاس بازی می‌کند.

## اوایل زندگی
موری آبراهام در ۲۴ اکتبر ۱۹۳۹ در شهر پیتسبرگ زاده شد. پدرش «فرید "فِـرِد" آبراهام» یک مکانیک خودرو و مادرش «جوزفین اِستلو»، خانه‌دار بود. موری خود را سوریه‌ای-آمریکایی می‌داند. پدر او در سن ۵ سالگی به‌همراه خانواده‌اش و به دنبال «قحطی بزرگ جبل لبنان» از روستای کوچک مقلس واقع در وادی النصاری در سوریهٔ عثمانی به آمریکا مهاجرت کرد. پدربزرگ پدرش، یک کشیش در کلیسای ارتدکس یونانی انطاکیه بود. مادرش که یکی از چهارده فرزندِ خانواده بود، به آمریکایی-ایتالیایی و فرزند یک کارگر معدن زغال‌سنگ در پنسیلوانیای غربی بود. او دو برادر کوچکتر از خود به نام‌های «رابرت» و «جک» داشت که هر یک در دو سانحهٔ رانندگی جداگانه کشته شدند.
موری آبراهام در اِل پاسو بزرگ شد. موری و دو برادرش، خدمت‌گذاران محراب «کلیسای ارتودکس اسقفی سنت‌جرج» بودند. او به «مدرسهٔ صرف و نحو ویلاس» رفت و در سال ۱۹۵۸ از «دبیرستان ال پاسو» فارغ‌التحصیل شد. وی در دوران نوجوانی، عضو یک گروه خلافکار بود. در ال پاسو و پیش از شروع حرفهٔ بازیگری، موری در یک کارخانهٔ تولید لباس به نام «پوشاک فرح» کار می‌کرد که متعلق به خانوادهٔ لبنانی (منصور فرح و همسرش) بود. کمی بعد او به «وسترن کالج تگزاس» رفت که بعدها تبدیل به دانشگاه تگزاس در ال پاسو شد و در آنجا بابت ایفای نقش یک سرخ‌پوست به نام «نوکونا» در نمایشنامهٔ «عقاب کومانچی» در سال‌های ۱۹۶۰–۱۹۵۹، برندهٔ جایزهٔ بهترین بازیگر مرد از سوی جامعهٔ تئاتر آلفا پسی امگا شد. وی سپس به دانشگاه تگزاس در آستین رفت و سرانجام در نیویورک و زیر نظر یوتا هیگن در اچ‌بی استودیو به تحصیل در رشتهٔ بازیگری پرداخت. وی کار حرفه‌ای بازیگری را از صحنهٔ تئاتر و در شهر لس آنجلس با نمایش «کت‌وشلوار وانیلی شگفت‌انگیز» اثر ری بردبری آغاز نمود.
او حرف «اِف» (F) را به افتخارِ نامِ کوچک پدرش به ابتدای نام هنری‌اش افزود. وی در این باره گفت: «موری آبراهام یک اسم معمولی است و چیز خاصی ندارد. در نتیجه فکر کردم بهتر است این نام را درون یک قاب بگذارم.»

## حرفهٔ بازیگری

### سینما و تلویزیون
نخستین اثر سینمایی آبراهام، ایفای نقش یک دربان در فیلم آنها ممکن است غول باشند در سال ۱۹۷۱ بود. سپس وی نقش یک افسر پلیس مخفی را در کنار آل پاچینو در فیلم سرپیکو (۱۹۷۳) به کارگردانی سیدنی لومت بازی کرد. در تلویزیون، او نقش یکی از شخصیت‌های منفی سریال کوجک را ایفا نمود. کمی بعد نقش یک راننده تاکسی در زندانی خیابان دوم (۱۹۷۵)، یک تعمیرکار خودرو در پسران آفتاب (۱۹۷۵) و یک افسر پلیس در همه مردان رئیس‌جمهور (۱۹۷۶) را بازی نمود.
تا اواسط دههٔ ۱۹۷۰ میلادی، او در زمینهٔ آگهی‌های تبلیغاتی و صداپیشگی هم فعالیتی مستمر داشت. به‌طور مشخص، او ایفاگر شخصیت «بَرگ» در تبلیغات شرکت پوشاک فروت آو لوم برای لباس‌های زیر بود. سرانجام در سال ۱۹۷۸ او تصمیم گرفت که از اینگونه فعالیت‌ها کناره‌گیری کند. او که از نداشتن نقش‌های مهم و اصلی دلخور بود، در یک گفتگو اظهار داشت: «هیچ‌کس بازیگری مرا جدی نمی‌گرفت. با خودم فکر کردم اگر این کار را کنار بگذارم، دیگر هیچ حقی دربارهٔ رویاهایی که همیشه در سر داشتم، نخواهم داشت.». همسرش «کیت حنان» به عنوان دستیار مشغول به کار شد و آبراهام در خانه ماند و «شوهر خانه‌نشین» شد. او می‌گوید: «آشپزی می‌کردم، تمیزکاری می‌کردم، مراقب بچه‌ها بودم. برای عقاید مردسالارانه من دربارهٔ زندگی، لحظات سختی بود؛ ولی در واقع بهترین اتفاقی بود که برایم افتاد.»
آبراهام با بازی در نقش یک دلال مواد مخدر در صورت‌زخمی (۱۹۸۳) توجه‌ها را به خود جلب کرد. سپس در سال ۱۹۸۴، وی نقش آنتونیو سالییری را در فیلمِ برندهٔ اسکار، آمادئوس به کارگردانی میلوش فورمن ایفا نمود که بابت آن، برندهٔ جایزه اسکار بهترین بازیگر مرد شد، جایزه‌ای که هم‌بازی او تام هولس نیز که نقش ولفگانگ آمادئوس موتسارت را بازی کرده بود، نامزد دریافتش بود. وی همچنین برندهٔ جایزه گلدن گلوب بهترین بازیگر مرد فیلم درام شد و این نقش او تا به امروز، شاخص‌ترین بازی او بوده‌است.
کمی بعد او در نام گل سرخ نقش برنار گی را ایفا نمود که عامل مجازات شخصیت «ویلیام باسکرویل» (با بازی شان کانری) بود. در بخش گفتگوهای پشت‌صحنهٔ فیلم در دی‌وی‌دی، کارگردان آن ژان-ژاک آنو گفت که «آبراهام در هنگام فیلم‌برداری یک «خودخواه» بود، و خود را مهمتر از شان کانری می‌دانست چرا که کانری اسکار نداشت.» بل وجود تنش‌های حین تصویربرداری و ساخت، این فیلم با موفقیت تجاری و انتقادی مواجه شد.
پس از انتشار نام گل سرخ، آبراهام در مصاحبه‌ای گفت که از بازی در نقش شخصیت‌های منفی خسته شده‌است و می‌خواهد به نقش‌های کمدی سابق برگردد. طی دهه‌های بعد، آبراهام نقش‌های اصلی و برجستهٔ کمتری داشت اما نقش‌های مکمل مهمی در مردی بی‌گناه (۱۹۸۹) به کارگردانی پیتر ییتس، آفرودیت توانا (۱۹۹۵) به کارگردانی وودی آلن، پیشتازان فضا: شورش (۱۹۹۸) و یافتن فارستر (۲۰۰۰) به کارگردانی گاس ون سنت را ایفا کرد که در فیلم اخیر، مجدداً در نقش یک کیفردهندهٔ نقش شان کانری ظاهر شد. او نقش مهمی در آتش غرور به کارگردانی برایان دی پالما داشت، اما به سبب اختلاف در قراردادش، درخواست کرد که نامش در فیلم قرار نگیرد. وی ارتباط خود را با موسیقی کلاسیک با روایت خلاصهٔ داستان اپراهای حلقه نیبلونگ ریشارد واگنر در پخش تلویزیونی اجرای آن در تالار اپرای متروپولیتن نیویورک از شبکهٔ پی‌بی‌اس در سال ۱۹۹۰ میلادی ادامه داد، برنامه‌ای که تا به امروز، پرتماشاگرترین اجرای حلقه نیبلونگ بوده‌است و توسط جیمز لواین رهبری شد.
حرفهٔ کم‌رونق آبراهام به دنبال کسب جایزهٔ اسکار، نمونه‌ای از «نحسی اسکار» قلمداد می‌شود. منتقد فیلم لئونارد ملتین، وقتی کسی در هالیوود به‌موفقیتی زودهنگام می‌رسد و سپس دچار افول شغلی می‌شود، می‌گویند دچار «سندرم اف. موری آبراهام» شده‌است. آبراهام این نظر ملتین را قبول ندارد و خطاب به او گفت: «اسکار مهمترین رویداد زندگی حرفه‌ای من بود. من با شاهان بر سر یک سفره بوده‌ام. به اندازهٔ غول‌های این صنعت پول گرفته‌ام و در دانشگاه‌های هاوارد و کلمبیا سخنرانی کرده‌ام. اگر این اسمش نحسی است، من دنبال دومی‌اش هستم.» در همان مصاحبه، آبراهام گفت: «گرچه اسکار را بردم، اما هنوز می‌توانم سوار متروهای نیویورک شوم و هیچ‌کس مرا به‌جا نمی‌آورد. برای برخی بازیگران این موضوع ناراحت‌کننده است، اما برای من خوشایند است.»
در سال ۲۰۰۹، حضور به‌عنوان بازیگر میهمان در مجموعهٔ تلویزیونی نجات گریس، فصل جدیدی را در حرفهٔ او رقم زد و او بیش از پیش در این حوزهٔ هنری فعال شد. وی مابین سال‌های ۲۰۱۱ تا ۲۰۱۴، نقش‌هایی را در سریال‌های نظم و قانون: قصد جنایی، لوئی، زیاد ذوق‌زده نشو و همسر خوب ایفا نمود. وی همچنین راوی برنامهٔ تلویزیونی «طبیعت» در سال‌های ۲۰۰۷ تا ۲۰۱۰ در شبکهٔ پی‌بی‌اس بود و ۳۲ قسمت از این برنامه را (به علاوهٔ یک برامهٔ اضافی در سال ۲۰۱۳) روایت کرد. شاخص‌ترین نقش تلویزیونی او در سریال هوملند شبکهٔ شوتایم که در آن نقش یک متخصص عملیات سیاه به نام «دار آدل» را ایفا نمود. او بابت ایفای این نقش دو مرتبه در سال‌های ۲۰۱۵ و ۲۰۱۸ نامزد دریافت جایزهٔ اِمی شد.
در دههٔ ۲۰۱۰ میلادی، او در دو فیلم ستایش‌شده بازی کرد: اول در نقش برنامه‌ریز و مدیر موسیقی فولکلور «باد گراسمن» در فیلم درون لوین دیویس (۲۰۱۳) به کارگردانی برادران کوئن و سپس در نقش مردی مرموز به نام «آقای مصطفی» در فیلم هتل بزرگ بوداپست (۲۰۱۴) به کارگردانی وس اندرسن. در سال‌های اخیر او صداپیشگی دو کارتون جزیره سگ‌ها و چگونه اژدهای خود را تربیت کنیم: دنیای پنهان را به عهده گرفت و نقش «تونی» را نیز در فیلم لایو اکشن بانو و ولگرد بازی کرد.

### تئاتر

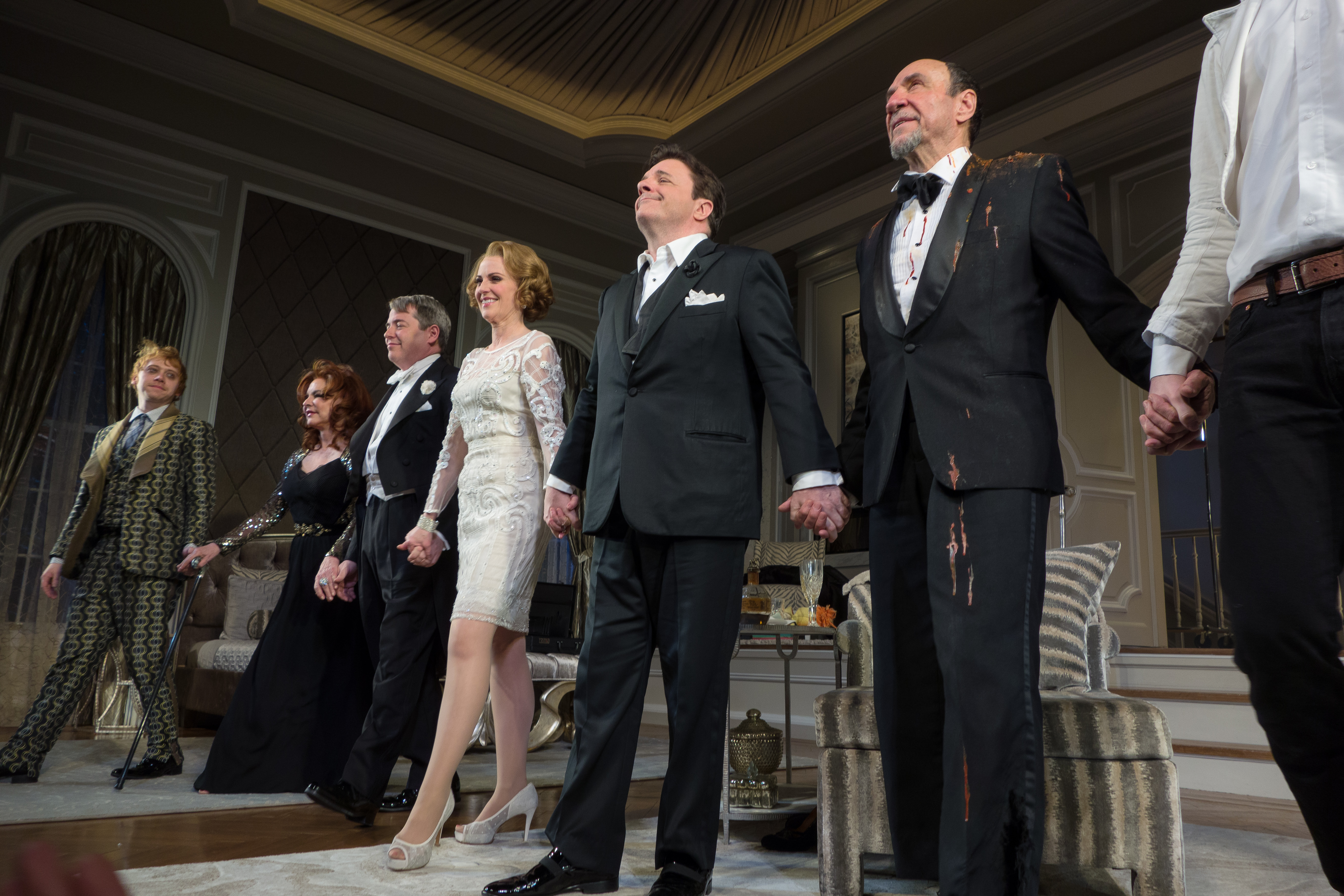
آبراهام (اولین نفرِ قابل مشاهده از راست) بر روی صحنه تئاتر در پایان اجرایِ «این فقط یک نمایش است» اثر ترنس مک‌نالی در دسامبر ۲۰۱۴

پس از بازی در فیلم آمادئوس، موری آبراهام بیشتر متمرکز بر تئاتر کلاسیک بوده‌است و در بسیاری از تولیدات شکسپیری همچون اُتِللو و ریچارد سوم بازی کرده‌است. وی در نمایشنامه‌های دیگری از ساموئل بکت و گیلبرت و سالیوان هنرنمایی کرده و نقش اصلی دایی وانیا آنتون چخوف را ایفا نمود که برایش جایزه اوبی را به ارمغان آورد.
نمایش و تئاتر، تمرکز اصلی موری آبراهام در سرتاسر حرفهٔ بازیگری‌اش بوده‌است و نقش‌های مختلفی را در آثار برجستهٔ نمایشی ایفا نموده‌است که از آن میان می‌توان به نقش پوزو در نمایشنامهٔ در انتظار گودو به کارگردانی مایک نیکولز، مال‌وُلیو در شب دوازدهم شکسپیر در «جشنوارهٔ شکسپیر نیویورک» و شایلاک در تاجر ونیزی برای گروه هنری آف برادوی «تئاتر برای مخاطبان جدید» (TFANA) در مارس ۲۰۰۷ اشاره نمود که در سالن نمایش دوک منهتن و سالن نمایش سوان استراتفورد (که وابسته به رویال شکسپیر کامپنی است) به روی صحنه رفت. او این نقش اخیر را در فوریه ۲۰۱۱ و با جایگزینی به‌جای آل پاچینو مجدداً ایفا نمود. در فصل‌های ۱۹۹۷ تا ۱۹۹۸ تئاتر برادوی او در یک موزیکال مجلسی به نام «جشن عشق» در کنار بتی باکلی هنرنمایی کرد که اقتباسی از یک کمدی کلاسیک اثرِ پیر دو ماریوو بود. این نمایش با استقبال شایانی مواجه نشد و تنها ۸۵ اجرا به روی صحنه رفت. موری آبراهام مدتی در کالج بروکلین به تدریس تئاتر پرداخت. در سال ۲۰۱۶ او بازیگر اصلی نمایشنامهٔ ناتان خردمند بود.
آبراهام در سال ۱۹۸۴ و یک هفته پس از ربودن جایزه اسکار بهترین بازیگر مرد بابت ایفای نقش در فیلم آمادئوس، به «گروه هنری تئاتر میرور» پیوست، چرا که می‌خواست همبازی جرالدین پیج در نمایشنامهٔ «بانوی دیوانهٔ شایو» (اثرِ ژان ژیرودو) در این گروه هنری شود؛ بازیگری که سالِ بعد، موری آبراهام در مراسم اسکار، جایزه اسکار بهترین بازیگر زن را با دستان خودش به او تقدیم کرد.
در سال ۱۹۹۴، آبراهام با جایگزینی به‌جای ران لیبمن، نقشِ روی کوهن را در نمایشنامهٔ فرشتگان در آمریکا اثر تونی کوشنر در تئاتر والتر کر ایفا نمود.

## زندگی خصوصی
موری در سال ۱۹۶۲ با «کِـیت حنان» ازدواج کرد که حاصل آن دو فرزند است: میک و جمیل. او یک نوه هم به نام حنان دارد.
در ژانویهٔ ۲۰۱۰، آبراهام ضمن گلاویز شدن و درگیری با یک دزد، در رختکن یک سالن همگانی تمرین تئاتر در نیویورک، تجسم زندهٔ یک قهرمان در یک صحنهٔ تبهکاری واقعی شد.
آبراهام همچنین دربارهٔ عقاید مذهبی‌اش چنین گفته‌است: «من به کلیساهای فراوانی رفته‌ام و همچون یک مسیحی ارتدکس بزرگ شدم و خادم محراب بودم. عاشق جامعهٔ مذهبی دوستان (کوئیکرها) هستم. به مدت پانزده سال در همایش‌های آنان شرکت کردم. اینک (در سال ۲۰۰۸) به «نخستین کلیسای پرسبیتریان نیویورک» می‌روم، چرا که آنان حقیقتاً سخاوتمند و فوق‌العاده هستند و دستِ یاری‌رسان دارند. به سالمندان، به بی‌خانمان‌ها، به الکلی‌های گمنام و به دگرجنس‌پوش‌ها کمک می‌کنند. آنها به راستی کلیسایی در راستای آموزه‌های مسیح هستند. دین برای زندگی‌ام ضروری است».

## جوایز و افتخارها
آبراهام بابت بازی در فیلم آمادئوس (۱۹۸۴)، برندهٔ جایزه اسکار بهترین بازیگر مرد و جایزه گلدن گلوب بهترین بازیگر مرد فیلم درام و همچنین نامزد دریافت جایزه بفتای بهترین بازیگر نقش اول مرد شد. او یک جایزهٔ گرمی و ۲ نامزدی برای جایزهٔ امی ساعات پربیننده در کارنامه دارد. وی همچنین ۳ بار نامزد دریافت جایزهٔ انجمن بازیگران فیلم برای هوملند و هتل بزرگ بوداپست (۲۰۱۴) شده‌است. آبراهام ۲ جایزه اوبی هم برای نقش‌آفرینی‌های تئاتری‌اش در دایی وانیا (۱۹۸۴) و تاجر ونیزی (۲۰۱۱) به‌دست آورده‌است.
در ژوئیه ۲۰۰۴، طی مراسمی در شهر رم، وی برندهٔ «جایزه برای ایتالیایی‌های جهان» شد که توسط «بنیاد مارتسیو ترمالیا» و «دولت ایتالیا» به مهاجران ایتالیایی یا اَعقاب و نسل‌های بعدی آنها که به موفقیت چشمگیری در خارج ایتالیا رسیده باشند، اعطا می‌شود. در سال ۲۰۰۹، انجمن فارغ‌التحصیلان کالج شهری نیویورک او را بابت خدمات شایان و مثال‌زدنی‌اش به شهر نیویورک، مفتخر به دریافت «جایزهٔ جان اچ. فینلی» نمود. در سال ۲۰۱۰، آبراهام برندهٔ جایزه گیلگد شد. در سال ۲۰۱۵، نام وی در «تالار مشاهیر تئاتر آمریکا» ثبت شد. او همچنین دارای دکترای افتخاری از دانشگاه رایدر در لاورنس، نیوجرسی است.
این بازیگر در جشنواره جوایز امی در سال ۲۰۲۴ نامزدِ دریافتِ جایزهٔ «بهترین بازیگر مکمل مرد در یک سریال درام» شد.

## گزیدهٔ نقش‌آفرینی‌ها

### سینما
| سال  | عنوان                                                 | نقش                    | توضیحات                       |
| ---- | ----------------------------------------------------- | ---------------------- | ----------------------------- |
| ۱۹۷۱ | آنها ممکن است غول باشند                               | کلاید                  |                               |
| ۱۹۷۳ | سرپیکو                                                | شریک سرپیکو            | نامش در عنوان‌بندی فیلم نیامده |
| ۱۹۷۵ | زندانی خیابان دوم                                     | راننده تاکسی           |                               |
| ۱۹۷۵ | پسران آفتاب                                           | تعمیرکار خودرو         |                               |
| ۱۹۷۶ | همه مردان رئیس‌جمهور                                   | پال لیپر               |                               |
| ۱۹۷۶ | ریتز                                                  | کریس                   |                               |
| ۱۹۷۸ | راه‌حل بزرگ                                            | ایپیس                  |                               |
| ۱۹۸۳ | صورت‌زخمی                                              | عمر سوآرز              |                               |
| ۱۹۸۴ | آمادئوس                                               | آنتونیو سالییری        |                               |
| ۱۹۸۶ | نام گل سرخ                                            | برنار گی               |                               |
| ۱۹۸۸ | راه حل سوم                                            | پدر کارافا             |                               |
| ۱۹۸۹ | جریان پس‌رو                                            | کورنلیوس               |                               |
| ۱۹۸۹ | ورای ستارگان                                          | دکتر هری برترام        |                               |
| ۱۹۸۹ | سوگلی                                                 | عبدالحمید              |                               |
| ۱۹۸۹ | مردی بی‌گناه                                           | ویرجیل کِـین            |                               |
| ۱۹۹۰ | بازآیند                                               | سروان رامون گارسیا     | نامش در عنوان‌بندی فیلم نیامده |
| ۱۹۹۰ | نبرد سه پادشاه                                        | آسرین                  |                               |
| ۱۹۹۰ | آتش غرور                                              | سربازرس اِیب وایس       | نامش در عنوان‌بندی فیلم نیامده |
| ۱۹۹۱ | بزهکاران                                              | آرنولد راتستین         |                               |
| ۱۹۹۱ | پول                                                   | ویل اسکارلت            |                               |
| ۱۹۹۱ | با شمشیر                                              | مکس سوبا               |                               |
| ۱۹۹۱ | چشم بیوه                                              | خارون                  |                               |
| ۱۹۹۲ | از میان پنجره‌ای باز                                   | راوی                   | فیلم کوتاه                    |
| ۱۹۹۳ | اسلحه پر ۱                                            | دکتر هارولد لیچر       |                               |
| ۱۹۹۳ | کشتار دلچسب                                           | زارگو                  |                               |
| ۱۹۹۳ | آخرین قهرمان اکشن                                     | کارآگاه جان پراکتیس    |                               |
| ۱۹۹۴ | تازه                                                  | چـِس هاستلر             | نامش در عنوان‌بندی فیلم نیامده |
| ۱۹۹۴ | پرونده                                                | لوسین هاسلنس           |                               |
| ۱۹۹۴ | نجات از شکار شدن                                      | ولف سینیور             |                               |
| ۱۹۹۴ | نوسترآداموس                                           | اسکالینجر              |                               |
| ۱۹۹۵ | آفرودیت توانا                                         | رهبر گروه کُر           |                               |
| ۱۹۹۶ | فرزندان انقلاب                                        | ژوزف استالین           |                               |
| ۱۹۹۷ | تقلید                                                 | دکتر گیتس              |                               |
| ۱۹۹۷ | تعطیلات در جهنم                                       | بلیساریو               |                               |
| ۱۹۹۷ | فوران                                                 | رئیس‌جمهور مندوزا       |                               |
| ۱۹۹۸ | پیشتازان فضا: شورش                                    | ادار روئافو            |                               |
| ۱۹۹۹ | ماپت‌های فضایی                                         | نوآ                    | حضور افتخاری                  |
| ۱۹۹۹ | ماجراهای کاملاً جدید لورل و هاردی: برای عشق یا مومیایی | هنری کاوینگتون         |                               |
| ۲۰۰۰ | یافتن فارستر                                          | پروفسور رابرت کرافورد  |                               |
| ۲۰۰۰ | دیوید پراشکر                                          | راوی                   | فیلم کوتاه                    |
| ۲۰۰۱ | شوالیه‌های سفر تجسسی                                   | دلفینلو، اهل کووِرتسانو |                               |
| ۲۰۰۱ | سیزده روح                                             | سیاروس کریستیکوس       |                               |
| ۲۰۰۲ | استخدام                                               | معلم مذهبی فرودگاه     | قسمت: ساعت                    |
| ۲۰۰۲ | جاشوا                                                 | پدر تاردون             |                               |
| ۲۰۰۳ | میدان پنج ماه                                         | اِنتیتی                 |                               |
| ۲۰۰۳ | خیابان آگیم ۵۵۵۵: پدر من                              | پال مینسکی             |                               |
| ۲۰۰۴ | طریق دیگری برای مشاهده دنیای اطراف                    | راوی                   | فیلم کوتاه                    |
| ۲۰۰۴ | بیش از حد عاشقانه                                     | جافری                  |                               |
| ۲۰۰۴ | پل سن لوئیس ری                                        | نایب‌السلطنه پرو        |                               |
| ۲۰۰۶ | تاجر سنگ                                              | شاهد                   |                               |
| ۲۰۰۶ | دُن آرام                                               | پانتالی                |                               |
| ۲۰۰۶ | پرس‌وجو                                                | نِـیتان                 |                               |
| ۲۰۰۷ | شراب و بوسه                                           | روجرو                  |                               |
| ۲۰۰۷ | میمون خونخوار                                         | پروفسور همیلتون        | فیلم ویدئویی                  |
| ۲۰۰۸ | کارنرا: کوه متحرک                                     | لئون سه                |                               |
| ۲۰۰۸ | خانوادهٔ دچار تفرقه                                    | پدربزرگ وحید           |                               |
| ۲۰۰۹ | پرسترویکا                                             | پروفسور گراس           |                               |
| ۲۰۰۹ | بارباروسا                                             | سینیسکالکو باروتسی     |                               |
| ۲۰۱۰ | جهانِ نادیده                                           | جان هنری نیومن         |                               |
| ۲۰۱۲ | خولتسیوس و پلیکان کامپنی                              | مرزبان آلزاس           |                               |
| ۲۰۱۲ | روز محاصره: ۱۱ سپتامبر ۱۶۸۳                           | مارکو دِآویانو          |                               |
| ۲۰۱۳ | سقوط مرد مرده                                         | گرگور                  |                               |
| ۲۰۱۳ | درون لوین دیویس                                       | باد گراسمن             |                               |
| ۲۰۱۳ | قمارباز فناناپذیر                                     | براگ                   |                               |
| ۲۰۱۴ | هتل بزرگ بوداپست                                      | آقای مصطفی             |                               |
| ۲۰۱۴ | اسرار دانته                                           | همزاد دانته            |                               |
| ۲۰۱۴ | یک بازی کوچک                                          | نورمن والاچ            |                               |
| ۲۰۱۸ | جزیره سگ‌ها                                            | ژوپیتر                 | صداپیشه                       |
| ۲۰۱۸ | رابین هود                                             | اسقف                   |                               |
| ۲۰۱۹ | چگونه اژدهای خود را تربیت کنیم: دنیای پنهان           | گریمل                  | صداپیشه                       |
| ۲۰۱۹ | بانو و ولگرد                                          | تونی                   |                               |
| ۲۰۲۱ | شنیده‌ها و دیده‌ها                                      | فلوید دی‌بیرس           |                               |
| ۲۰۲۲ | فلوت سحرآمیز                                          | دکتر لانگ‌بو            |                               |
| ۲۰۲۳ | مادر، کاناپه                                          | -                      |                               |

### تلویزیون
| سال              | عنوان                                    | نقش                       | توضیحات                                                      |
| ---------------- | ---------------------------------------- | ------------------------- | ------------------------------------------------------------ |
| ۱۹۷۵             | چگونه در زندگی مشترک جان سالم به‌در ببریم | جاشوا براون               |                                                              |
| ۱۹۷۵ و ۱۹۷۷      | کوجک                                     | سالی نرس / اِدی گوردون     | ۲ قسمت                                                       |
| ۱۹۷۶             | همگی در خانواده                          | کارمند                    | قسمت: "روایت بیکاری قسمت ۱"                                  |
| ۱۹۷۷             | ای‌ئی‌اس هادسن استریت                      | دکتر منزیس                | قسمت آزمایشی؛ گرگوری سیرا در قسمت‌های بعدی جایگزین او شد.     |
| ۱۹۷۷             | اهداف آندروس                             | بابی کار                  | قسمت: "کشتند ملکهٔ پورنو"                                     |
| ۱۹۷۷             | سکس و زن متأهل                           | دوک اِسکَـگز                | تله‌فیلم                                                      |
| ۱۹۸۲ تا ۱۹۸۳     | مارکو پولو                               | یاکوپو                    | ۶ قسمت                                                       |
| ۱۹۸۶             | غرب رؤیایی                               | آبراهام لینکلن            | ۲ قسمت                                                       |
| ۱۹۸۹             | نامزد                                    | بی‌نام                     | ۲ قسمت                                                       |
| ۱۹۹۰             | فصلی از زندگی بزرگان                     | ژولیوس دوم                | تله‌فیلم                                                      |
| ۱۹۹۲             | حلقه نخست                                | ژوزف استالین              | تله‌فیلم                                                      |
| ۱۹۹۳             | سفر به مرکز زمین                         | پروفسور هارلیش            | تله‌فیلم                                                      |
| ۱۹۹۳             | پروندهٔ دوسی‌یر                            | گلدشتاین                  | تله‌فیلم                                                      |
| ۱۹۹۶             | مسیر مردگان                              | سروان کِـیلِـب کاب          | مینی‌سریال تلویزیونی                                          |
| ۱۹۹۹             | اجساد ممتاز                              | توماسو بوستا              | تله‌فیلم                                                      |
| ۱۹۹۹             | اِستر                                     | مردخای                    | تله‌فیلم                                                      |
| ۲۰۰۰             | در تاریکی                                | برونو رابین               | تله‌فیلم                                                      |
| ۲۰۰۰             | یک هدیهٔ ساده                             | توماس بارلو               | تله‌فیلم                                                      |
| ۲۰۰۳             | قلمرو داود: حماسه بنی‌اسرائیل             | راوی                      | مستند تلویزیونی                                              |
| ۲۰۰۳             | پمپئی: واپسین روز                        | راوی                      | مستند تلویزیونی                                              |
| ۲۰۰۵             | نووا - اسرار پنهان نیوتن                 | راوی                      | مستند تلویزیونی                                              |
| ۲۰۰۷             | در درهٔ گرگ‌ها                             | راوی                      | مستند تلویزیونی                                              |
| ۲۰۰۸             | هجوم کوسه‌ها                              | بیل گردلر                 | تله‌فیلم                                                      |
| ۲۰۰۸             | گرگی که آمریکا را دگرگون کرد             | راوی                      | مستند تلویزیونی                                              |
| ۲۰۰۹             | نجات گریس                                | مَـتیو                     | قسمت: "چکار داری می‌کنی متیو؟"                                |
| ۲۰۱۰             | نظم و قانون: قصد جنایی                   | دکتر تئودور نیکلاس        | قسمت: "سه در یک"                                             |
| ۲۰۱۰             | در حد مرگ کسل‌شده                         | پروفسور ریچارد هاکس       | قسمت: "همچون خدایی مجنون زندگی کرده‌ام!"                      |
| ۲۰۱۱ تا ۲۰۱۴     | همسر خوب                                 | برل پرستون                | ۴ قسمت                                                       |
| ۲۰۱۱، ۲۰۱۲، ۲۰۱۴ | لوئی                                     | جان عمو اکسلسیور پدر لوئی | قسمت: "نیوجرسی/فرودگاه" قسمت: "پدر" قسمت: "در جنگل - قسمت ۲" |
| ۲۰۱۲             | نجیب‌زادگان                               | لئون گودوین               | قسمت: "کار"                                                  |
| ۲۰۱۲ تا ۲۰۱۸     | هوملند                                   | دار ادل                   | ۳۹ قسمت                                                      |
| ۲۰۱۳             | از آسیب رساندن بپرهیز                    | کوزار                     | قسمت: "در عمق شش فوتی"                                       |
| ۲۰۱۳             | ابتدایی                                  | دانیل گاتلیب              | قسمت: "یک داستان برجسته"                                     |
| ۲۰۱۶             | خودمانی با ایمی شومر                     | دیپلمات                   | قسمت: "خانم رئیس"                                            |
| ۲۰۱۷             | زیاد ذوق‌زده نشو                          | در نقش خودش               | قسمت: "فتوا!"                                                |
| ۲۰۱۸             | کشمکش خوب                                | برل پرستون                | قسمت: "روز ۴۳۶"                                              |
| ۲۰۱۹             | اورویل                                   | رئیس شورا                 | قسمت: "پناهگاه"                                              |
| ۲۰۱۹             | چیمریکا                                  | فرانک سَـمس                | ۴ قسمت                                                       |
| ۲۰۲۱–۲۰۲۰        | جستجوی افسانه‌ای                          | سی. دابلیو. لانگ‌باتم      | ۸ قسمت                                                       |
| ۲۰۲۲             | شوالیه ماه                               | خونشو                     | صداپیشه در ۵ قسمت                                            |
| ۲۰۲۲             | قفسه عجایب                               | دکتر کارل وینترز          | قسمت: «کالبدشکافی»                                           |
| ۲۰۲۲             | نیلوفر آبی سفید                          | برت دی گراسو              | ۷ قسمت                                                       |
| ۲۰۲۳             | لوله‌کش‌های کاخ سفید                       | جان سیریکا                | ۲ قسمت                                                       |